# Никифоровка (Красноярский край)
Никифоровка — деревня в Бирилюсском районе Красноярского края России. Входит в состав Маталасского сельсовета. Находится на правом берегу реки Кемчуг, примерно в 28 км к северо-востоку от районного центра, села Новобирилюссы, на высоте 181 метра над уровнем моря.

## Население
| 2010 |
| ---- |
| 9    |

Гендерный состав
По данным Всероссийской переписи населения 2010 года 6 мужчин и 3 женщины из 9 чел.

## Улицы
Уличная сеть деревни состоит из 2 улиц (ул. Береговая и ул. Озёрная).